# コリーナ・シュシュケ
コリーナ・シュシュケ＝ボイト（Corina Ssuschke-Voigt、1983年5月9日 - ）は、ドイツの元女子バレーボール選手。ケムニッツ（当時の東ドイツのカール・マルクス・シュタット）出身。元ドイツ代表。

## 来歴
2003年にドイツ代表に初選出される。2006年の世界選手権から代表チームで本格的にプレーする。当時の背番号は18だったが、2010年の世界選手権では9番に変更されている。ポジションはミドルブロッカー。
2009年のワールドグランプリでは同国を7年ぶりの表彰台となる銅メダルへ導いた。欧州選手権には2011年大会より2大会で銀メダルを獲得している。

## 球歴
- 世界選手権 - 2006年、2010年
- ワールドカップ - 2011年
- 欧州選手権 - 2007年、2009年、2011年、2013年
- ワールドグランプリ - 2008年、2009年、2010年、2011年、2012年、2013年

## 所属クラブ
- ケムニッツPSV （-年）
- VCOピルナ（-2001年）
- ドレスナーSC（2001-2008年）
- チェゼーナ（2008-2009年）
- VKプロスチェヨフ（2009-2011年）
- アトム・トレフル・ソポト（2011-2012年）
- ロコモティフ・バクー（2012-2013年）
- RCカンヌ（2013年）
- ドレスナーSC（2014年）
- VfB Suhl（2014-2015年）
- NawaRo Straubing（2015-2016年）
- VV Grimma（2016年）
- CPSV Volleys Chemnitz（2016-2017年）